# Угљена прашина
Угљена прашина настаје као нуспродукт експлоатације угља током процеса бушења и минирања, откопавања угља комбајнима, премештања секција механизоване подграде и утовара и транспорта угља.
Прашином се сматрају све ситнозрне круте честице које могу лебдети у ваздуху. Прашина се у мањим количинама може јавити утицајем неких случајних фактора као што су природне непогоде.
Присуство прашине у рудничком ваздуху је непожељно из два разлога:
1. рудничка прашина је експлозивна,
2. рудничка прашина је штетна по здравље (отровност и агресивност).

## Запаљивост и експлозивност угљене прашине
Утврђено је да: 
- прашина може експлодирати при потпуном одсуству метана.
- прашина са мањим садржајем метана може изазвати експлозију велике јачине.
- присуство у ваздуху суве и ситне угљене прашине снижава доњу границу експлозивности смеше метана и ваздуха, смеша постаје експлозивна при садржају метана испод 5%.
- при учешћу угљене прашине у експлозији продукти садрже велику количину угљенмоноксида који може бити узрок тровања радника.[1]

### Хемијски састав угљене прашине
Један од основних фактора који карактерише склоност угљене прашине ка експлозији је садржај волатила. Основни гориви саставни делови волатила су: метан, водоник, угљенмоноксид, етан, и тешки угљоводоници. Доња граница експлозивности смеше гасовитих продуката разлагања угља практично је постојана и износи 4,2%. Количина сумпорводоника и угљенмоноксида у продуктима разлагања угљева, са садржајем волатила испод 15% (висок стадијум мотаморфизма) мења се неравномерно. Само садржај метана потчињава се одређеној зависности од садржаја волатила до 30%. При даљем повећању волатила, садржај метана престаје да се повећава иако експлозивност прашине наставља да расте. То сведочи да је експлозивност прашине условљена истовременим утицајем свих горивих компонената.
Степен експлозивности угљене прашине може се карактерисати притиском у месту експлозије. Са повећањем садржаја волатила притисак у месту експлозије линеарно расте.
Поред хемијског састава прашине на експлозивност угљене прашине у рудничким условима утичу многи фактори као што су: извор паљења, густина облака прашине, садржај пепела у прашини итд.

### Карактеристике експлозије угљене прашине
Експлозија угљене прашине има низ специфичности. У зависности од брзине распростирања фронта пламена и кретања гасовитих продуката разликују се:
1. Запаљење - мирно изгарање прашине, оно настаје у случајевима недовољног садржаја кисеоника у смеси ваздуха и прашине.
2. Упала при притиску од 14,7 кPa и брзини горења од 4 до 10 m/s.
3. Експлозија са брзином горења изнад 100 m/s.
4. Детонација са брзином распростирања фронта пламена изнад 1000 m/s.

## Шкодљивост - професионална штетност угљене прашине
- Болест коже- Услед тога што прашина запуни поре, долази до упале, те кожа постаје сува, губи масноћу и више је изложена механичким и осталим штетним утицајима. Доводи до стварања дерматокониозе (бубуљичавости, фоликулитета и др.)
- Болест очију- Прашина може имати надражујуће, а затим инфективно дејство на коњуктиву. Прашински коњунктивитис констатован је код великог броја радника.

## Комплексне мере на сузбијању издвајања прашине у радну околину и смањење концентрације лебдеће прашине
Комплексно чишћење рудничког ваздуха од прашине остварује се у целости као мера у борби против прашине и за спречавање стварања прашине.
У рудницима се могу применити следеће мере у борби против прашине:
- При откопавању угља у благо нагнутим слојевима:
  - натапање угљеног слоја кроз бушотине израђене из откопне или припремне просторије,
  - проветравање са оптималном брзином кретања ваздуха на радилишту по фактору прашине,
  - квашење, аерохидровлажење, хидровлажење и обарање прашине пеном,
  - обарање прашине при премештању секција механизоване подграде,
  - хватање прашине на комбајну код дебљине слоја изнад 1,6m

- При откопавању угља у стрмим слојевима:
  - натапање угљеног слоја кроз бушотине,
  - силазно проветравање радилишта,
  - квашење (аерохидровлажење) са додавањем воде у зону разрушења угља или обарање прашине пеном на откопним комбајнима,
  - чишћене од прашине излазне ваздушне струје са радилишта.

- При откопавању угља стругом:
  - натапање угљеног слоја кроз бушотине,
  - проветравање са оптималном брзином кретања ваздуха на радилишту по фактору прашине,
  - аутоматско секцијско квашење,
  - обарање прашине пеном,
  - аеродинамичко управљање током прашине.

- При изради просторија комбајном:
  - обарање прашине пеном у комплексу са усисавањем прашине иза штита,
  - квашење (аерохидровлажење) стандардним прскалицама или водоваздушним ејекторима у комбинацији са усисавањем прашине.

- При извођењу бушачко-минерских радова:
  - бушење са исплаком,
  - водена завеса,
  - водена завеса или обарање прашине пеном (при пуњењу минских бушотина),
  - квашење издробљене масе.

- При утовару и претовару угља и стена, квашење при раду транспортних трака:
  - чишћење повратне траке од ситнежи,
  - покривање места пресипа,
  - смањење запрашености улазних и излазних ваздушних токова.